# Intel-Chipsätze
Dies ist eine Liste von Chipsätzen des Herstellers Intel für PC mit x86-Prozessoren.
Die Chipsätze von Intel unterscheiden sich in der Ausstattung und darin, an welche Prozessoren sie angebunden werden können. Sie lassen sich in mehrere Serien aufteilen: Chipsätze mit Anschluss am ISA-Bus (300er-Reihe), mit Kommunikation über den PCI-Bus, (400er-Reihe), mit Verbindung über spezielle Hub-Links (800er-Reihe) und diejenigen, die über PCI Express kommunizieren (900er Reihe und ff.).

## Frühe Chipsätze
Zur Zeit des Aufschwungs des IBM PC XT war eine große Anzahl einzelner Chips nötig, um die Grundfunktionen des IBM-kompatiblen Computers bereitzustellen. Alsbald versuchten Chiphersteller, zur Senkung der Kosten und des Platzbedarfes, mehrere Bestandteile dieses Chipsatzes zu größeren Bausteinen zusammenzufassen. Dabei blieb die Funktionalität identisch, gleichzeitig wurde die Konstruktion von IBM-kompatiblen PCs deutlich vereinfacht.
Intel übernahm das Konzept und lizenzierte den POACH-Chipsatz des Herstellers ZyMOS für i286- und i386SX-Prozessoren, der als 82230/82231 (High Integration AT-Compatible Chip Set) erschien. Seitdem bietet Intel zu seinen Prozessoren passende Chipsätze an.
Einige der frühen Intel-Chipsätze:

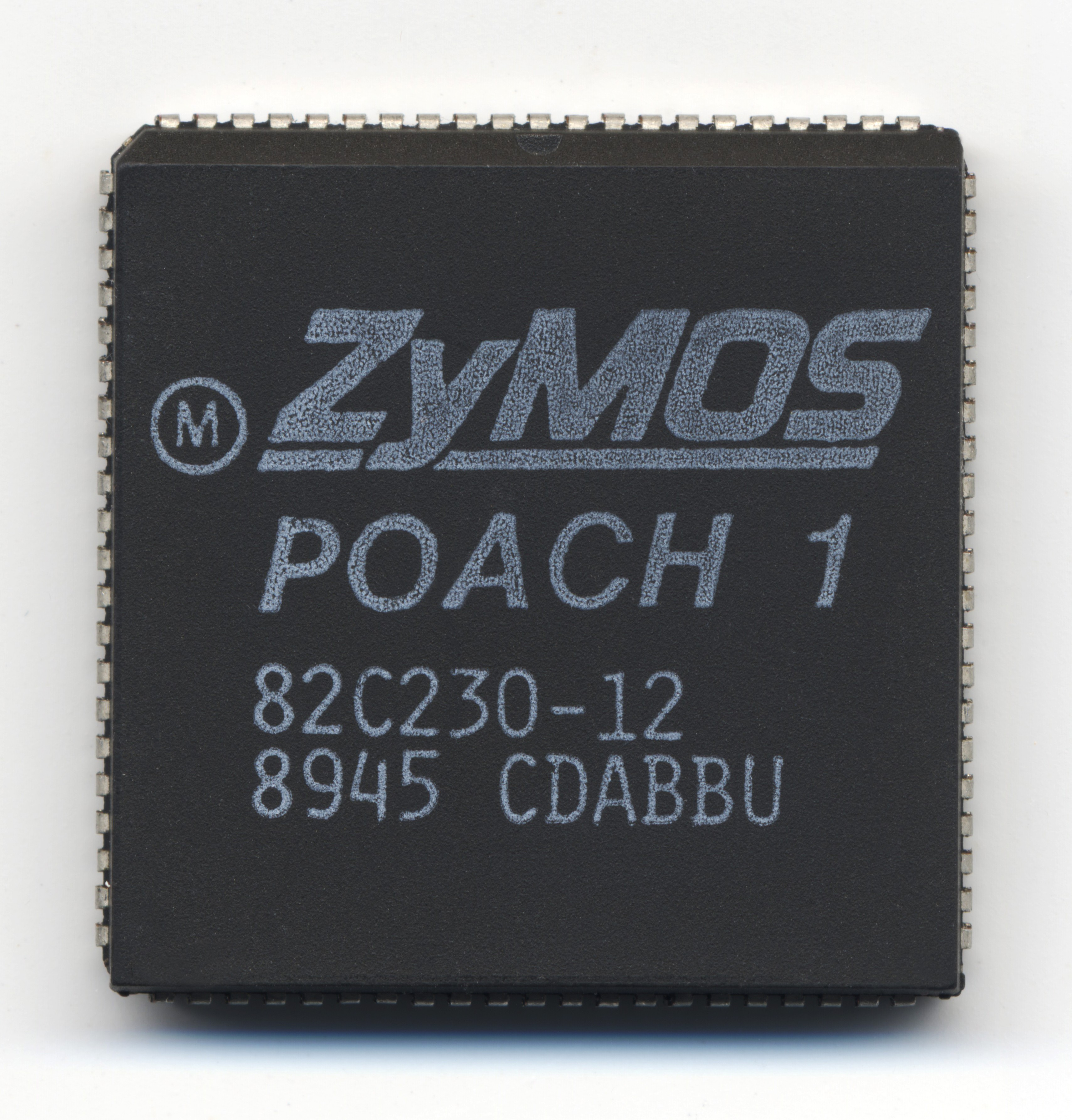
ZyMOS POACH 1, Chipsatz für i286-Prozessoren aus dem Jahr 1989

- 82091AA Advanced Integrated Peripheral (AIP) – enthält Diskettenlaufwerks-Controller, zwei UARTs, einen ParallelPort, IDE-Controller, Taktgeber, uvm.[2]
- 82310 – für MCA
- 82350 – für EISA
- 82350DT – für EISA
- 82340SX – für AT-kompatible Rechner
- 82340DX – für AT-kompatible Rechner
- 82320 – für MCA
- 82360SL – für die 386SL- und 486SL-Prozessoren mit Stromsparfunktionen. Er umfasste einen DMA-Controller, programmierbaren Interrupt Controller (PIC), serielle und parallele Schnittstellen, sowie als besonderes Merkmal die Stromsparlogik für den Prozessor.

## 400er-Reihe

### i486
| Chipsatz | Codename  | Teilenummer | Datum         | Prozessoren          | FSB           | Speicher | Speicher | Speicher    | Speicher | PCI |
| Chipsatz | Codename  | Teilenummer | Datum         | Prozessoren          | FSB           | Typ      | Max.     | Parität/ECC | L2-Cache | PCI |
| -------- | --------- | ----------- | ------------- | -------------------- | ------------- | -------- | -------- | ----------- | -------- | --- |
| 420TX    | Saturn    | S82423TX    | November 1992 | i486 (5 V)           | bis zu 33 MHz | FPM      | 128 MB   | Parität     | Async    | 2.0 |
| 420EX    | Aries     | S82420EX    | März 1994     | i486 (5 V und 3,3 V) | bis zu 50 MHz | FPM      | 128 MB   | Parität     | Async    | 2.0 |
| 420ZX    | Saturn II | S82424ZX    | März 1994     | i486 (5 V und 3,3 V) | bis zu 33 MHz | FPM      | 160 MB   | Parität     | Async    | 2.1 |

### Pentium
| Chipsatz | Codename      | Teilenummer             | Southbridge | Datum        | Prozessoren              | FSB    | SMP  | Speicher      | Speicher | Speicher                  | Speicher    | Speicher     | PCI | AGP  |
| Chipsatz | Codename      | Teilenummer             | Southbridge | Datum        | Prozessoren              | FSB    | SMP  | Typ           | Max.     | Cachebar                  | Parität/ECC | L2-Cache     | PCI | AGP  |
| -------- | ------------- | ----------------------- | ----------- | ------------ | ------------------------ | ------ | ---- | ------------- | -------- | ------------------------- | ----------- | ------------ | --- | ---- |
| 430LX    | Mercury       | S82434LX                | SIO         | März 1993    | Pentium 60/66 (Sockel 4) | 66 MHz | nein | FPM           | 192 MB   | 192 MB                    | Parität     | Async        | 2.0 | nein |
| 430NX    | Neptune       | S82433NX, S82434NX      | SIO         | März 1994    | Pentium 75+ (Sockel 5/7) | 66 MHz | ja   | FPM           | 512 MB   | 512 MB                    | Parität     | Async        | 2.0 | nein |
| 430FX    | Triton        | SB82437FX-66, SB82437JX | PIIX        | Januar 1995  | Pentium 75+ (Sockel 5/7) | 66 MHz | nein | FPM/EDO       | 128 MB   | 64 MB                     | –           | Async/Pburst | 2.0 | nein |
| 430MX    | Mobile Triton | 82437MX                 | MPIIX       | Oktober 1995 | Pentium 75+ (Sockel 5/7) | 66 MHz | nein | FPM/EDO       | 128 MB   | 64 MB                     | –           | Async/Pburst | 2.0 | nein |
| 430HX    | Triton II     | FW82439HX, FW82439JHX   | PIIX3       | Februar 1996 | Pentium 75+ (Sockel 5/7) | 66 MHz | ja   | FPM/EDO       | 512 MB   | 512/64 MB (gemäß Tag RAM) | Beides      | Async/Pburst | 2.1 | nein |
| 430VX    | Triton II     | SB82437VX, SB82438VX    | PIIX3       | Februar 1996 | Pentium 75+ (Sockel 5/7) | 66 MHz | nein | FPM/EDO/SDRAM | 128 MB   | 64 MB                     | –           | Async/Pburst | 2.1 | nein |
| 430TX    | Triton III    | FW82439TX               | PIIX4       | Februar 1997 | Pentium 75+ (Sockel 5/7) | 66 MHz | nein | FPM/EDO/SDRAM | 256 MB   | 64 MB                     | –           | Async/Pburst | 2.1 | nein |

### Pentium Pro/II/III
| Chipsatz       | Codename     | Teilenummer                        | Southbridge | Datum         | Prozessoren                       | FSB        | SMP              | Speicher      | Speicher               | Speicher | Speicher    | PCI                   | AGP    |
| Chipsatz       | Codename     | Teilenummer                        | Southbridge | Datum         | Prozessoren                       | FSB        | SMP              | Typ           | Max.                   | Bänke    | Parität/ECC |                       |        |
| -------------- | ------------ | ---------------------------------- | ----------- | ------------- | --------------------------------- | ---------- | ---------------- | ------------- | ---------------------- | -------- | ----------- | --------------------- | ------ |
| 450KX          | Orion        | 82451KX, 82452KX, 82453KX, 82454KX | Verschieden | November 1995 | Pentium Pro                       | 66 MHz     | ja               | FPM           | 8 GB                   |          | Beides      | 2.0                   | nein   |
| 450GX          | Orion Server | 82451GX, 82452GX, 82453GX, 82454GX | Verschieden | November 1995 | Pentium Pro                       | 66 MHz     | ja (bis zu vier) | FPM           | 8 GB                   |          | Beides      | 2.0                   | nein   |
| 440FX          | Natoma       | 82441FX, 82442FX                   | PIIX3       | Mai 1996      | Pentium Pro, Pentium II           | 66 MHz     | ja               | FPM/EDO/BEDO  | 1 GB                   | 4        | Beides      | 2.1                   | nein   |
| 440LX          | Balboa       | 82443LX                            | PIIX4       | August 1997   | Pentium II                        | 66 MHz     | ja               | FPM/EDO/SDRAM | 1GB EDO / 512 MB SDRAM | 4        | Beides      | 2.1                   | AGP 2x |
| 440EX          | n/a          | 82443EX                            | PIIX4E      | April 1998    | Celeron, Pentium II               | 66 MHz     | nein             | EDO/SDRAM     | 256 MB                 | 2        | –           | 2.1                   | AGP 2x |
| 440BX          | Seattle      | 82443BX                            | PIIX4E      | April 1998    | Pentium II/III, Celeron           | 66/100 MHz | ja               | EDO/SDRAM     | 1 GB                   | 4        | Beides      | 2.1                   | AGP 2x |
| 440GX          | n/a          | 82443GX                            | PIIX4E      | Juni 1998     | Pentium II/III, Xeon              | 66/100 MHz | ja               | SDRAM         | 2 GB                   | 4        | Beides      | 2.1                   | AGP 2x |
| 450NX          | n/a          | 82451NX, 82452NX, 82453NX, 82454NX | PIIX4E      | Juni 1998     | Pentium II/III, Xeon              | 66/100 MHz | ja (bis zu vier) | FPM/EDO       | 8 GB                   | 4        | Beides      | 2.1 (64 bit optional) | nein   |
| 440ZX/440ZX-66 | n/a          | 82443ZX                            | PIIX4E      | November 1998 | Celeron, Pentium II/III           | 66/100 MHz | nein             | SDRAM         | 512 MB                 | 2        | –           | 2.1                   | AGP 2x |
| 440MX          | n/a          |                                    | integriert  |               | Pentium II Mobile, Mobile Celeron | 66/100 MHz | nein             | SDRAM         | 256 MB                 | 2        | –           | 2.2                   | nein   |

### Southbridgesder 400er-Reihe
| Bezeichnung | Teilenummer | ATA           | USB                   | CMOS/Takt | ISA | Powermanagement |
| ----------- | ----------- | ------------- | --------------------- | --------- | --- | --------------- |
| SIO         | 82378IB/ZB  | Keine         | –                     | nein      | ja  | SMM             |
| PIIX        | 82371FB     | PIO / WDMA    | –                     | nein      | ja  | SMM             |
| MPIIX       | 82371MX     | PIO           | –                     | nein      | ja  | SMM             |
| PIIX3       | 82371SB     | PIO / WDMA    | 1 Controller, 2 Ports | nein      | ja  | SMM             |
| PIIX4       | 82371AB     | PIO / UDMA 33 | 1 Controller, 2 Ports | ja        | ja  | SMM             |
| PIIX4E      | 82371EB     | PIO / UDMA 33 | 1 Controller, 2 Ports | ja        | ja  | SMM             |

## 800er-Reihe

### Pentium II/III
| Chipsatz | Codename | Teilenummer | Southbridge | Datum          | Prozessoren             | FSB            | SMP    | Speicher                           | Speicher | Speicher | Speicher    | PCI         | AGP    | IGP  |
| Chipsatz | Codename | Teilenummer | Southbridge | Datum          | Prozessoren             | FSB            | SMP    | Typ                                | Max.     | Bänke    | Parität/ECC | PCI         | AGP    | IGP  |
| -------- | -------- | ----------- | ----------- | -------------- | ----------------------- | -------------- | ------ | ---------------------------------- | -------- | -------- | ----------- | ----------- | ------ | ---- |
| 810      | Whitney  | 82810       | ICH/ICH0    | April 1999     | Pentium II/III, Celeron | 66/100 MHz     | nein   | EDO/PC100 SDRAM                    | 512 MB   | 2        | –           | v2.2/33 MHz | nein   | ja   |
| 810E     | Whitney  | 82810E      | ICH         | September 1999 | Pentium II/III, Celeron | 66/100/133 MHz | nein   | PC100 SDRAM                        | 512 MB   | 2        | –           | v2.2/33 MHz | nein   | ja   |
| 810E2    | Whitney  | 8210E       | ICH2        |                | Pentium II/III, Celeron | 66/100/133 MHz | nein   | PC100 SDRAM                        | 512 MB   | 2        | –           | v2.2/33 MHz | nein   | ja   |
| 820      | Camino   | 82820       | ICH         | November 1999  | Pentium II/III, Celeron | 66/100/133 MHz | ja     | PC800 RDRAM, PC133 SDRAM (mit MTH) | 1 GB     | 2        | Beides      | v2.2/33 MHz | AGP 4x | nein |
| 840      | Carmel   | 82840       | ICH         | Oktober 1999   | Pentium III, Xeon       | 66/100/133 MHz | ja     | Dual-Channel PC800 RDRAM           | 4 GB     | 2x4      | Beides      | v2.2/33 MHz | AGP 4x | nein |
| 820E     | Camino   | 82820       | ICH2        | Juni 2000      | Pentium II/III, Celeron | 66/100/133 MHz | ja     | PC800 RDRAM, PC133 SDRAM (mit MTH) | 1 GB     | 2        | Beides      | v2.2/33 MHz | AGP 4x | nein |
| 815      | Solano   | 82815       | ICH         | Juni 2000      | Pentium II/III, Celeron | 66/100/133 MHz | nein   | PC133 SDRAM                        | 512 MB   | 2        | –           | v2.2/33 MHz | AGP 4x | ja   |
| 815E     | Solano   | 82815       | ICH2        | Juni 2000      | Pentium II/III, Celeron | 66/100/133 MHz | ja (2) | PC133 SDRAM                        | 512 MB   | 2        | –           | v2.2/33 MHz | AGP 4x | ja   |
| 815EP    | Solano   | 82815EP     | ICH2        | November 2000  | Pentium II/III, Celeron | 66/100/133 MHz | nein   | PC133 SDRAM                        | 512 MB   | 3        | –           | v2.2/33 MHz | AGP 4x | nein |
| 815P     | Solano   | 82815EP     | ICH/ICH0    | März 2001      | Pentium III, Celeron    | 66/100/133 MHz | nein   | PC133 SDRAM                        | 512 MB   | 3        | –           | v2.2/33 MHz | AGP 4x | nein |
| 815G     | Solano   | 82815G      | ICH/ICH0    | September 2001 | Pentium III, Celeron    | 66/100/133 MHz | nein   | PC133 SDRAM                        | 512 MB   | 3        | –           | v2.2/33 MHz | nein   | ja   |
| 815EG    | Solano   | 82815G      | ICH2        | September 2001 | Pentium III, Celeron    | 66/100/133 MHz | nein   | PC133 SDRAM                        | 512 MB   | 3        | –           | v2.2/33 MHz | nein   | ja   |

### Pentium III/IIIM
| Chipsatz | Codename | Teilenummer | Southbridge | Datum     | Prozessoren            | FSB     | SMP  | Speicher    | Speicher | Speicher | Speicher    | PCI         | AGP    | IGP  |
| Chipsatz | Codename | Teilenummer | Southbridge | Datum     | Prozessoren            | FSB     | SMP  | Typ         | Max.     | Bänke    | Parität/ECC | PCI         | AGP    | IGP  |
| -------- | -------- | ----------- | ----------- | --------- | ---------------------- | ------- | ---- | ----------- | -------- | -------- | ----------- | ----------- | ------ | ---- |
| 830M     | Almador  | 82830M      | ICH3M       | Juli 2001 | Celeron, Pentium III-M | 133 MHz | nein | PC133 SDRAM | 1 GB     | 2        | –           | v2.2/33 MHz | AGP 4x | ja   |
| 830MG    | Almador  | 82830MG     | ICH3M       |           | Celeron, Pentium III-M | 133 MHz | nein | PC133 SDRAM | 1 GB     | 2        | –           | v2.2/33 MHz | nein   | ja   |
| 830MP    | Almador  | 82830MP     | ICH3M       |           | Celeron, Pentium III-M | 133 MHz | nein | PC133 SDRAM | 1 GB     | 2        | –           | v2.2/33 MHz | AGP 4x | nein |

### Pentium 4
| Chipsatz | Codename      | Teilenummer    | Southbridge | Datum          | Prozessoren                   | FSB             | SMP  | Speicher                     | Speicher                 | Speicher | Speicher    | PCI         | Grafik              | TDP    |
| Chipsatz | Codename      | Teilenummer    | Southbridge | Datum          | Prozessoren                   | FSB             | SMP  | Typ                          | Max.                     |          | Parität/ECC | PCI         | Grafik              | TDP    |
| -------- | ------------- | -------------- | ----------- | -------------- | ----------------------------- | --------------- | ---- | ---------------------------- | ------------------------ | -------- | ----------- | ----------- | ------------------- | ------ |
| 850      | Tehama        | 82850 (MCH)    | ICH2        | November 2000  | Pentium 4                     | 400 MHz         | nein | PC800/600 RDRAM              | 2 GB                     |          | ja          | v2.2/33 MHz | AGP 4x              |        |
| 860      | Colusa        | 82860 (MCH)    | ICH2        | Mai 2001       | Xeon                          | 400 MHz         | ja   | PC800/600 RDRAM              | 4 GB (mit 2 Verstärkern) |          | ja          | v2.2/33 MHz | AGP 4x              |        |
| 845      | Brookdale     | 82845 (MCH)    | ICH2        | Januar 2002    | Celeron, Pentium 4            | 400 MHz         | nein | DDR 200/266 or PC133         | 2 GB DDR, 3 GB SDR       |          | ja          | v2.2/33 MHz | AGP 4x              |        |
| 850E     | Tehama-E      | 82850E (MCH)   | ICH2        | Mai 2002       | Pentium 4                     | 400/533 MHz     | nein | PC1066/800 RDRAM             | 2 GB                     |          | ja          | v2.2/33 MHz | AGP 4x              |        |
| 845E     | Brookdale-E   | 82845E (MCH)   | ICH4        | Mai 2002       | Celeron, Celeron D, Pentium 4 | 400/533 MHz     | nein | DDR 200/266                  | 2 GB                     |          | ja          | v2.2/33 MHz | AGP 4x              |        |
| 845G     | Brookdale-G   | 82845G (GMCH)  | ICH4        | Mai 2002       | Celeron, Celeron D, Pentium 4 | 400/533 MHz     | nein | DDR 266, PC133               | 2 GB                     |          | nein        | v2.2/33 MHz | AGP 4x + Integriert |        |
| 845GL    | Brookdale-GL  | 82845GL (GMCH) | ICH4        | Mai 2002       | Celeron, Pentium 4            | 400 MHz         | nein | DDR 266, PC133               | 2 GB                     |          | nein        | v2.2/33 MHz | Integriert          |        |
| 845GE    | Brookdale-GE  | 82845GE (GMCH) | ICH4        | Oktober 2002   | Celeron, Pentium 4            | 400/533 MHz     | nein | DDR 266/333                  | 2 GB                     |          | nein        | v2.2/33 MHz | AGP 4x + Integriert | 6.3 W  |
| 845PE    | Brookdale-PE  | 82845PE (MCH)  | ICH4        | Oktober 2002   | Celeron, Pentium 4            | 400/533 MHz     | nein | DDR 266/333                  | 2 GB                     |          | nein        | v2.2/33 MHz | AGP 4x              | 5.6 W  |
| 845GV    | Brookdale-GV  | 82845GV (GMCH) | ICH4        | Oktober 2002   | Celeron, Celeron D, Pentium 4 | 400/533 MHz     | nein | DDR 266/333, PC133           | 2 GB                     |          | nein        | v2.2/33 MHz | Integriert          |        |
| 875P     | Canterwood    | 82875P (MCH)   | ICH5/ICH5R  | April 2003     | Pentium 4, Xeon               | 400/533/800 MHz | ja   | Dual channel DDR 266/333/400 | 4 GB                     |          | ja          | v2.2/33 MHz | AGP 8x              | 12.1 W |
| 865G     | Springdale    | 82865G (GMCH)  | ICH5/ICH5R  | Mai 2003       | Pentium 4, Celeron, Celeron D | 400/533/800 MHz | nein | Dual channel DDR 266/333/400 | 4 GB                     |          | nein        | v2.2/33 MHz | AGP 8x + Integriert | 12.9 W |
| 865P     | Springdale-P  | 82865P         | ICH5        | Mai 2003       | Pentium 4, Celeron D          | 400/533 MHz     | nein | Dual channel DDR 266/333     | 4 GB                     |          | nein        | v2.2/33 MHz | AGP 8x              | 10,3 W |
| 865PE    | Springdale-PE | 82865PE        | ICH5/ICH5R  | Mai 2003       | Pentium 4, Celeron D          | 400/533/800 MHz | nein | Dual channel DDR 266/333/400 | 4 GB                     |          | nein        | v2.2/33 MHz | AGP 8x              | 11.3 W |
| 848P     | Breeds Hill   | 82848P (MCH)   | ICH5/ICH5R  | August 2003    | Celeron, Celeron D, Pentium 4 | 400/533/800 MHz | nein | DDR 266/333/400              | 2 GB                     |          | nein        | v2.2/33 MHz | AGP 8x              |        |
| 865GV    | Springdale-GV | 82865GV (GMCH) | ICH5/ICH5R  | September 2003 | Pentium 4, Celeron D          | 400/533/800 MHz | nein | Dual channel DDR 266/333/400 | 4 GB                     |          | nein        | v2.2/33 MHz | Integriert          |        |

### Pentium 4-M/Pentium M/Celeron M(Mobil)
| Chipsatz | Codename     | Teilenummer     | Southbridge | Datum     | Prozessoren                     | FSB         | SMP  | Speicher        | Speicher | Speicher | Speicher    | PCI         | Grafik                                | TDP   |
| Chipsatz | Codename     | Teilenummer     | Southbridge | Datum     | Prozessoren                     | FSB         | SMP  | Typ             | Max.     | Bänke    | Parität/ECC | PCI         | Grafik                                | TDP   |
| -------- | ------------ | --------------- | ----------- | --------- | ------------------------------- | ----------- | ---- | --------------- | -------- | -------- | ----------- | ----------- | ------------------------------------- | ----- |
| 845MP    | Brookdale-M  | 82845 (MCH)     | ICH3-M      | März 2002 | Mobile Celeron, Pentium 4-M     | 400 MHz     | nein | DDR 200/266     | 1 GB     |          | nein        | v2.2/33 MHz | AGP 4x                                |       |
| 845MZ    | Brookdale-MZ | 82845 (MCH)     | ICH3-M      | März 2002 | Mobile Celeron, Pentium 4-M     | 400 MHz     | nein | DDR 200         | 1 GB     |          | nein        | v2.2/33 MHz | AGP 4x                                |       |
| 852GM    | Montara-GM   | 82852GM (GMCH)  | ICH4-M      | Q2, '04   | Pentium 4-M, Celeron, Celeron M | 400 MHz     | nein | DDR 200/266     | 1 GB     |          | nein        | v2.2/33 MHz | Integrierter 32 bit 3D-Core @ 133 MHz | 3.2 W |
| 852GMV   | Montara-GM   | 82852GMV (GMCH) | ICH4-M      |           | Pentium 4-M, Celeron, Celeron M | 400 MHz     | nein | DDR 200/266     | 1 GB     |          | nein        | v2.2/33 MHz | Integrierter 32 bit 3D-Core @ 133 MHz | 3.2 W |
| 852PM    | Montara-GM   | 82852PM (MCH)   | ICH4-M      |           | Pentium 4-M, Celeron, Celeron D | 400/533 MHz | nein | DDR 200/266/333 | 2 GB     |          | nein        | v2.2/33 MHz | AGP 1x/2x/4x                          | 5.7 W |
| 852GME   | Montara-GM   | 82852GME (GMCH) | ICH4-M      | Q4, '03   | Pentium 4-M, Celeron, Celeron D | 400/533 MHz | nein | DDR 200/266/333 | 2 GB     |          | nein        | v2.2/33 MHz | Integrierte Extreme Graphics 2        | 5.7 W |
| 855GM    | Montara-GM   | 82855GM (GMCH)  | ICH4-M      | März 2003 | Pentium M, Celeron M            | 400 MHz     | nein | DDR 200/266     | 2 GB     |          | nein        | v2.2/33 MHz | Integrierte Extreme Graphics 2        | 3.2 W |
| 855GME   | Montara-GM   | 82855GME (MCH)  | ICH4-M      | März 2003 | Pentium M, Celeron M            | 400 MHz     | nein | DDR 200/266/333 | 2 GB     |          | nein        | v2.2/33 MHz | Integrierte Extreme Graphics 2        | 4.3 W |
| 855PM    | Odem         | 82855PM (MCH)   | ICH4-M      | März 2003 | Pentium M, Celeron M            | 400 MHz     | nein | DDR 200/266/333 | 2 GB     |          | nein        | v2.2/33 MHz | AGP 2x/4x                             | 5,7 W |

### Southbridges der 800er-Reihe
| Bezeichnung | Teilenummer | ATA            | SATA                     | RAID         | USB     |      | PCI     |      |
|             |             |                |                          |              | Typ     | Anz. | Typ     | Anz. |
| ----------- | ----------- | -------------- | ------------------------ | ------------ | ------- | ---- | ------- | ---- |
| ICH         | 82801AA     | UDMA 66/33     | nein                     | nein         | USB 1.1 | 2    | v2.2    | 6    |
| ICH0        | 82801AB     | UDMA 33        | nein                     | nein         | USB 1.1 | 2    | v2.2    | 5    |
| ICH2        | 82801BA     | UDMA 100/66/33 | nein                     | nein         | USB 1.1 | 4    | v2.2    | 6    |
| ICH2-M      | 82801BAM    | UDMA 100/66/33 | nein                     | nein         | USB 1.1 | 2    | v2.2    | 2    |
| ICH3-S      | 82801CA     | UDMA 100/66/33 | nein                     | nein         | USB 1.1 | 6    | v2.2    | 6    |
| ICH3-M      | 82801CAM    | UDMA 100/66/33 | nein                     | nein         | USB 1.1 | 2    | v2.2    | 2    |
| ICH4        | 82801DB     | UDMA 100/66/33 | nein                     | nein         | USB 2.0 | 6    | v2.2    | 6    |
| ICH4-M      | 82801DBM    | UDMA 100/66/33 | nein                     | nein         | USB 2.0 | 4    | v2.2    | 3    |
| ICH5        | 82801EB     | UDMA 100/66/33 | SATA 1.5 Gbit/s, 2 Ports | nein         | USB 2.0 | 6    | PCI 2.3 | 6    |
| ICH5R       | 82801ER     | UDMA 100/66/33 | SATA 1,5 Gbit/s, 2 Ports | RAID0, RAID1 | USB 2.0 | 6    | PCI 2.3 | 6    |
| ICH5-M      | 82801EBM    | UDMA 100/66/33 | nein                     | nein         | USB 2.0 | 4    | PCI 2.3 | 4    |

## Chipsätze der 900er-Reihe und Serien 3/4

### Pentium 4/Pentium D/Pentium EE
Für die folgenden Chipsätze gilt:
- Keine SMP-Unterstützung
- Sowohl R- als auch DH-Varianten als Southbridges sind möglich

| Chipsatz | Codename      | Teilenummer    | Southbridge | Datum          | Prozessoren                                    | FSB          | Speicher                  | Speicher | Speicher | Speicher    | Grafik                        | TDP    |
| Chipsatz | Codename      | Teilenummer    | Southbridge | Datum          | Prozessoren                                    | FSB          | Typ                       | Max.     | Bänke    | Parität/ECC | Grafik                        | TDP    |
| -------- | ------------- | -------------- | ----------- | -------------- | ---------------------------------------------- | ------------ | ------------------------- | -------- | -------- | ----------- | ----------------------------- | ------ |
| 910GL    | Grantsdale-GL | 82910GL (GMCH) | ICH6        | September 2004 | Pentium 4, Celeron, Celeron D                  | 533          | DDR 333/400               | 2 GB     |          | nein        | Integrierte GMA 900           | 16,3 W |
| 915P     | Grantsdale    | 82915P (MCH)   | ICH6        | Juni 2004      | Pentium 4, Celeron D                           | 533/800 MHz  | DDR 333/400, DDR2 400/533 | 4 GB     |          | nein        | PCIe 16x                      | 16,3 W |
| 915PL    | Grantsdale-PL | 82915PL (MCH)  | ICH6        | März 2005      | Pentium 4, Celeron D                           | 533/800 MHz  | DDR 333/400               | 2 GB     |          | nein        | PCIe 16x                      | 16.3 W |
| 915G     | Grantsdale-G  | 82915G (GMCH)  | ICH6        | Juni 2004      | Pentium 4, Celeron D                           | 533/800 MHz  | DDR 333/400, DDR2 400/533 | 4 GB     |          | nein        | PCI1 16x, Integrierte GMA 900 | 16.3 W |
| 915GL    | Grantsdale-GL | 82915GL (GMCH) | ICH6        | März 2005      | Pentium 4, Celeron D                           | 533/800 MHz  | DDR 333/400               | 4 GB     |          | nein        | Integrierte GMA 900           | 16,3 W |
| 915GV    | Grantsdale-GV | 82915GV (GMCH) | ICH6        | Juni 2004      | Pentium 4, Celeron D                           | 533/800 MHz  | DDR 333/400, DDR2 400/533 | 4 GB     |          | nein        | Integrierte GMA 900           | 16,3 W |
| 925X     | Alderwood     | 82925X (MCH)   | ICH6        | Juni 2004      | Pentium 4, Pentium 4 EE                        | 800          | DDR2 400/533              | 4 GB     |          | ja          | PCIe 16x                      | 12.3 W |
| 925XE    | Alderwood-XE  | 82925XE (MCH)  | ICH6        | November 2004  | Pentium 4, Pentium 4 EE                        | 800/1066     | DDR2 400/533              | 4 GB     |          | ja          | PCIe 16x                      | 13.3 W |
| 955X     | Glenwood      | 82955X (MCH)   | ICH7        | April 2005     | Pentium 4, Pentium 4 EE, Pentium D, Pentium XE | 800/1066     | DDR2 533/667              | 8 GB     |          | ja          | PCIe 16x                      | 13.5 W |
| 945P     | LakePort      | 82945P (MCH)   | ICH7        | Mai 2005       | Pentium 4, Pentium D, Celeron D                | 533/800/1066 | DDR2 400/533/667          | 4 GB1    |          | nein        | PCIe 16x                      | 15.2 W |
| 945G     | LakePort-G    | 82945G (GMCH)  | ICH7        | Mai 2005       | Pentium 4, Pentium D, Celeron D, Core 2 Duo    | 533/800/1066 | DDR2 400/533/667          | 4 GB1    |          | nein        | PCIe 16x, Integrierte GMA 950 | 22.2 W |
| 945PL    | LakePort-PL   | 82945PL (MCH)  | ICH7        | März 2006      | Pentium 4, Pentium D, Celeron D                | 533/800      | DDR2 400/533              | 2 GB     |          | nein        | PCIe 16x                      | 15.2 W |

### Pentium M/Celeron M(Mobil)
| Chipsatz | Codename  | Teilenummer     | Southbridge | Datum       | Prozessoren          | FSB         | Speicher              | Speicher | Speicher | Speicher    | Grafik              | TDP    |
| Chipsatz | Codename  | Teilenummer     | Southbridge | Datum       | Prozessoren          | FSB         | Typ                   | Max.     | Bänke    | Parität/ECC | Grafik              | TDP    |
| -------- | --------- | --------------- | ----------- | ----------- | -------------------- | ----------- | --------------------- | -------- | -------- | ----------- | ------------------- | ------ |
| 910GML   | Alviso-GM | 82910GML (GMCH) | ICH6-M      | Januar 2005 | Celeron M            | 400 MHz     | DDR 333, DDR2 400     | 2 GB     |          | nein        | Integrierte GMA 900 | 10.5 W |
| 915GMS   | Alviso-GM | 82915GMS (GMCH) | ICH6-M      | Januar 2005 | Pentium M, Celeron M | 400 MHz     | DDR2 400              | 2 GB     |          | nein        | Integrierte GMA 900 | 13.9 W |
| 915GM    | Alviso-GM | 82915GM (GMCH)  | ICH6-M      | Januar 2005 | Pentium M, Celeron M | 400/533 MHz | DDR 333, DDR2 400/533 | 2 GB     |          | nein        | Integrierte GMA 900 | 13.9 W |
| 915PM    | Alviso    | 82915PM (MCH)   | ICH6-M      | Januar 2005 | Pentium M, Celeron M | 400/533 MHz | DDR 333, DDR2 400/533 | 2 GB     |          | nein        | PCIe 16x            | 10.5 W |

### Core/Core 2Mobile
| Chipsatz | Codename  | Teilenummer      | Southbridge | Datum       | Prozessoren (offiziell)                             | FSB         | Speicher         | Speicher | Speicher | Speicher    | Grafik                                       | TDP |
| Chipsatz | Codename  | Teilenummer      | Southbridge | Datum       | Prozessoren (offiziell)                             | FSB         | Typ              | Max.     | Bänke    | Parität/ECC | Grafik                                       | TDP |
| -------- | --------- | ---------------- | ----------- | ----------- | --------------------------------------------------- | ----------- | ---------------- | -------- | -------- | ----------- | -------------------------------------------- | --- |
| 940GML   | Calistoga | 82940GML (GMCH)  | ICH7-M      | Januar 2006 | Celeron M                                           | 533 MHz     | DDR2 400/533     | 2 GB     |          |             | Integrierte GMA 950 (max. 166 MHz 3D Render) | 7 W |
| 943GML   | Calistoga | 82943GML (GMCH)  | ICH7-M      | Januar 2006 | Celeron M, Core Solo, Pentium Dual-Core2            | 533 MHz     | DDR2 400/533     | 2 GB     |          |             | Integrierte GMA 950 (max. 200 MHz 3D Render) |     |
| 945GMS   | Calistoga | 82945GMS (GMCH)  | ICH7-M      | Januar 2006 | Intel Core 2 Duo, Pentium Dual-Core, Celeron M      | 533/667 MHz | DDR2 400/533     | 2 GB     |          |             | Integrierte GMA 950 (max. 166 MHz 3D Render) | 7 W |
| 945GSE   | Calistoga | 82945GSE (GMCH)  | ICH7-M      | Q2, '08     | Intel Atom                                          | 533/667 MHz | DDR2 400/533     | 2 GB     |          |             | Integrierte GMA 950 (max. 166 MHz 3D Render) | 6 W |
| 945GM/E  | Calistoga | 82945GM/E (GMCH) | ICH7-M      | Januar 2006 | Core 2 Duo, Pentium Dual-Core, Core Solo, Celeron M | 533/667 MHz | DDR2 400/533/667 | 4 GB     |          |             | Integrierte GMA 950 (max. 250 MHz 3D Render) | 7 W |
| 945PM    | Calistoga | 82945PM (MCH)    | ICH7-M      | Januar 2006 | Core 2 Duo, Pentium Dual-Core, Core Solo, Celeron M | 533/667 MHz | DDR2 400/533/667 | 4 GB     |          |             | PCIe 16x                                     | 7 W |

### Core 2
Alle Core-2-Duo-Chipsätze unterstützen Pentium-Dual-Core und Celeron-Prozessoren, die auf der Core-Architektur basieren. Sämtliche NetBurst-Prozessoren werden offiziell seit der P35-Chipsatz-Familie nicht mehr unterstützt.
| Chipsatz | Codename               | Teilenummer    | Southbridge           | Datum   | Prozessor                                                            | Prozessor | Prozessor                      | FSB                  | Speicher                                  | Speicher | Speicher | Speicher    | Grafik                                                       |
| Chipsatz | Codename               | Teilenummer    | Southbridge           | Datum   | Typen                                                                | Fertigung | VT-d                           | FSB                  | Typ                                       | Max.     | Bänke    | Parität/ECC | Grafik                                                       |
| -------- | ---------------------- | -------------- | --------------------- | ------- | -------------------------------------------------------------------- | --------- | ------------------------------ | -------------------- | ----------------------------------------- | -------- | -------- | ----------- | ------------------------------------------------------------ |
| 945GC    | LakePort-GC            | 82945GC (MCH)  | ICH7/ICH7R/ICH7-DH    | 2007.01 | Pentium 4, Pentium D, Celeron D, Core 2 Duo, Pentium Dual-Core, Atom | 45 nm     | nein                           | 533/800 MHz          | DDR2 533/667                              | 4 GB     |          | nein        | 1 PCIe 16x, Integrierte GMA 950                              |
| 945GZ    | LakePort-GZ            | 82945GZ (GMCH) | ICH7                  | 2005.06 | Pentium 4, Pentium D, Celeron D, Core 2 Duo, Pentium Dual-Core       | 65 nm     | nein                           | 533/800 MHz          | DDR2 400/533                              | 2 GB     |          | nein        | Integrierte GMA 950                                          |
| 946PL    | Broadwater-PL          | 82946PL (MCH)  | ICH7                  | 2006.07 | Pentium 4, Pentium D, Celeron D, Core 2 Duo, Pentium Dual-Core       | 65 nm     | nein                           | 533/800 MHz          | DDR2 533/667                              | 4 GB1    |          | nein        | PCIe 16x                                                     |
| 946GZ    | Broadwater-GZ          | 82946GZ (GMCH) | ICH7                  | 2006.07 | Pentium 4, Pentium D, Celeron D, Core 2 Duo, Pentium Dual-Core       | 65 nm     | nein                           | 533/800 MHz          | DDR2 533/667                              | 4 GB1    |          | nein        | PCIe 16x, Integrierte GMA 3000                               |
| 975X     | Glenwood               | 82975X (MCH)   | ICH7/ICH7R/ICH7-DH    | 2005.11 | Pentium D, Core 2 Quad, Core 2 Duo, Pentium Dual-Core                | 65 nm     | nein                           | 533/667/800/1066 MHz | 533/667/800                               | 8 GB     |          | ja          | 1 PCIe 16x oder 2 PCIe 8x                                    |
| P965     | Broadwater(P)          | 82P965 (MCH)   | ICH8/ICH8R/ICH8-DH    | 2006.06 | Pentium Dual-Core/Core 2 Quad/Core 2 Duo                             | 45 nm     | nein                           | 533/800/1066 MHz     | DDR2 533/667/800                          | 8 GB     |          | nein        | PCIe 16x                                                     |
| G965     | Broadwater(GC)         | 82G965 (GMCH)  | ICH8/ICH8R/ICH8-DH    | 2006.06 | Pentium Dual-Core/Core 2 Duo                                         | 65 nm     | nein                           | 533/800/1066 MHz     | DDR2 533/667/800                          | 8 GB     |          | nein        | PCIe 16x, Integrierte GMA X3000                              |
| Q965     | Broadwater(G)          | 82Q965 (GMCH)  | ICH8/ICH8R/ICH8-DH    | 2006.06 | Pentium Dual-Core/Core 2 Duo                                         | 65 nm     | nein                           | 533/800/1066 MHz     | DDR2 533/667/800                          | 8 GB     |          | nein        | PCIe 16x, Integrierte GMA 3000, unterstützt ADD2 Card        |
| P31      | Bearlake (P)           | 82P31 (MCH)    | ICH7                  | 2007.08 | Pentium Dual-Core/Core 2 Quad/Core 2 Duo                             | 45 nm     | nein                           | 800/1066 MHz         | DDR2 667/800                              | 4 GB     |          | nein        | 1 PCIe 16x 1 PCIe 4x (über ICH)                              |
| P35      | Bearlake (P+)          | 82P35 (MCH)    | ICH9/ICH9R/ICH9-DH    | 2007.06 | Pentium Dual-Core/Core 2 Quad/Core 2 Duo                             | 45 nm     | nein                           | 800/1066/1333 MHz    | DDR3 800/1066/1333 DDR2 667/800/1066      | 8 GB     |          | nein        | 1 PCIe 16x 1 PCIe 4x (über ICH)                              |
| G31      | Bearlake (G)           | 82G31 (GMCH)   | ICH7                  | 2007.08 | Core 2 Quad/Core 2 Duo/Pentium Dual-Core                             | 45 nm     | nein                           | 800/1066/1333 MHz    | DDR2 667/800                              | 4 GB     |          | nein        | 1 PCIe 16x, Integrierte GMA 3100                             |
| G33      | Bearlake (G+)          | 82G33 (GMCH)   | ICH9/ICH9R/ICH9-DH    | 2007.06 | Pentium Dual-Core/Core 2 Quad/Core 2 Duo                             | 45 nm     | nein                           | 800/1066/1333 MHz    | DDR2 667/800                              | 8 GB     |          | nein        | Integrierte GMA 3100 mit Intel Clear Video Technology        |
| G35      | Broadwater(GC)-Refresh | 82G35 (GMCH)   | ICH8/ICH8R/ICH8-DH    | 2007.08 | Pentium Dual-Core/Core 2 Quad/Core 2 Duo                             | 45 nm     | nein                           | 800/1066/1333 MHz    | DDR2 667/800                              | 8 GB     |          | nein        | Integrierte GMA X3500 mit DX10, Intel Clear Video Technology |
| Q33      | Bearlake (QF)          | 82Q33 (MCH)    | ICH9/ICH9R            | 2007.06 | Pentium Dual-Core/Core 2 Quad/Core 2 Duo                             | 45 nm     | nein                           | 800/1066/1333 MHz    | DDR2 667/800                              | 8 GB     |          | nein        |                                                              |
| Q35      | Bearlake (Q)           | 82Q35 (MCH)    | ICH9/ICH9R/ICH9-DO    | 2007.06 | Pentium Dual-Core/Core 2 Quad/Core 2 Duo                             | 45 nm     | ja                             | 800/1066/1333 MHz    | DDR2 667/800                              | 8 GB     |          | nein        |                                                              |
| X38      | Bearlake (X)           | 82X38 (MCH)    | ICH9/ICH9R/ICH9-DH    | 2007.09 | Core 2 Quad/Core 2 Duo/Core 2 Extreme                                | 45 nm     | ja (wenn von BIOS unterstützt) | 800/1066/1333 MHz    | DDR3 800/1066/1333 DDR2 667/800/1066      | 8 GB     |          | Nur DDR2    | 2 PCIe 16x 2.0                                               |
| X48      | Bearlake (X)           | 82X48 (MCH)    | ICH9/ICH9R/ICH9-DH    | 2008.03 | Core 2 Quad/Core 2 Duo/Core 2 Extreme                                | 45 nm     | ja (wenn von BIOS unterstützt) | 1066/1333/1600 MHz   | DDR3 1066/1333/1600 DDR2 533/667/800/1066 | 8 GB     |          | Nur DDR2    | 2 PCIe 16x 2.0                                               |
| P43      | Eaglelake (P)          | 82P43 (MCH)    | ICH10/ICH10R          | 2008.06 | Core 2 Quad/Core 2 Duo                                               | 45 nm     | nein                           | 800/1066/1333 MHz    | DDR3 800/1066 DDR2 667/800                | 16 GB    |          | nein        | 1 PCIe 16x 2.0                                               |
| P45      | Eaglelake (P+)         | 82P45 (MCH)    | ICH10/ICH10R          | 2008.06 | Core 2 Quad/Core 2 Duo                                               | 45 nm     | ja (wenn von BIOS unterstützt) | 800/1066/1333 MHz    | DDR3 800/1066/1333 DDR2 667/800/1066      | 16 GB    |          | nein        | 1 PCIe 16x 2.0 oder 2 PCIe 8x 2.0                            |
| G41      | Eaglelake (G)          | 82G43 (GMCH)   | ICH7                  | 2008.09 | Core 2 Quad/Core 2 Duo                                               | 45 nm     | nein                           | 800/1066/1333 MHz    | DDR3 800/1066 DDR2 667/800                | 8 GB     |          | nein        | 1 PCIe 16x, Integrierte GMA X4500                            |
| G43      | Eaglelake (G)          | 82G43 (GMCH)   | ICH10/ICH10R          | 2008.06 | Core 2 Quad/Core 2 Duo                                               | 45 nm     | nein                           | 800/1066/1333 MHz    | DDR3 800/1066 DDR2 667/800                | 16 GB    |          | nein        | 1 PCIe 16x, Integrierte GMA X4500                            |
| G45      | Eaglelake (G+)         | 82G45 (GMCH)   | ICH10/ICH10R          | 2008.06 | Core 2 Quad/Core 2 Duo                                               | 45 nm     | nein                           | 800/1066/1333 MHz    | DDR3 800/1066 DDR2 667/800                | 16 GB    |          | nein        | 1 PCIe 16x 2.0, Integrierte GMA X4500HD                      |
| B43      | Eaglelake (B)          | 82B43 (GMCH)   | ICH10D                | 2008.12 | Core 2 Quad/Core 2 Duo                                               | 45 nm     | ja (wenn von BIOS unterstützt) | 800/1066/1333 MHz    | DDR3 800/1066 DDR2 667/800                | 16 GB    |          | nein        | 1 PCIe 16x 2.0, Integrierte GMA X4500                        |
| Q43      | Eaglelake (Q)          | 82Q43 (GMCH)   | ICH10/ICH10R/ICH10D   | 2008.08 | Core 2 Quad/Core 2 Duo                                               | 45 nm     | ja (wenn von BIOS unterstützt) | 800/1066/1333 MHz    | DDR3 800/1066 DDR2 667/800                | 16 GB    |          | nein        | 1 PCIe 16x 2.0, Integrierte GMA X4500                        |
| Q45      | Eaglelake (Q)          | 82Q45 (GMCH)   | ICH10/ICH10R/ICH10-DO | 2008.08 | Core 2 Quad/Core 2 Duo                                               | 45 nm     | ja                             | 800/1066/1333 MHz    | DDR3 800/1066 DDR2 667/800                | 16 GB    |          | nein        | 1 PCIe 16x 2.0, Integrierte GMA X4500                        |

### Core 2 Mobile
| Chipset | Codename  | Teilenummer    | Southbridge | Datum    | Prozessoren (offiziell)                           | FSB              | Speicher                        | Speicher | Speicher | Speicher    | Grafik                                           | TDP    |
| Chipset | Codename  | Teilenummer    | Southbridge | Datum    | Prozessoren (offiziell)                           | FSB              | Typ                             | Max.     | Bänke    | Parität/ECC | Grafik                                           | TDP    |
| ------- | --------- | -------------- | ----------- | -------- | ------------------------------------------------- | ---------------- | ------------------------------- | -------- | -------- | ----------- | ------------------------------------------------ | ------ |
| GL960   | Crestline | 82GL960 (GMCH) | ICH8-M      | Mai 2007 | Celeron M, Pentium Dual-Core                      | 533 MHz          | DDR2 533                        | 2 GB     |          | nein        | nein                                             | 13.5 W |
| GM965   | Crestline | 82965GM (GMCH) | ICH8-M      | Mai 2007 | Core 2 Duo                                        | 533/667/800 MHz  | DDR2 333/533/667                | 8 GB     |          | nein        | Integrierte GMA X3100 (max. 500 MHz 3D Render)   | 13.5 W |
| PM965   | Crestline | 82965PM (MCH)  | ICH8-M      | Mai 2007 | Core 2 Duo                                        | 533/667/800 MHz  | DDR2 333/533/667                | 8 GB     |          | nein        | PCIe 16x                                         | 8 W    |
| GL40    | Cantiga   | 82GL40 (GMCH)  | ICH9-M      | Sep 2008 | Core 2 Duo, Celeron, Celeron M, Pentium Dual-Core | 667/800 MHz      | DDR2 667/800, DDR3 667/800      | 4 GB     |          | nein        | Integrierte GMA X4500HD (max. 400 MHz 3D Render) | 12 W   |
| GS45    | Cantiga   | 82GS45 (GMCH)  | ICH9-M      | Sep 2008 | Core 2 Duo, Core 2 Extreme, Celeron M             | 800/1066 MHz     | DDR2 667/800, DDR3 667/800/1066 | 8 GB     |          | nein        | Integrierte GMA X4500HD (max. 533 MHz 3D Render) | 12 W   |
| GM45    | Cantiga   | 82GM45 (GMCH)  | ICH9-M      | Sep 2008 | Core 2 Duo, Core 2 Extreme, Celeron M             | 667/800/1066 MHz | DDR2 667/800, DDR3 667/800/1066 | 8 GB     |          | nein        | Integrierte GMA X4500HD (max. 533 MHz 3D Render) | 12 W   |
| PM45    | Cantiga   | 82PM45 (MCH)   | ICH9-M      | Sep 2008 | Core 2 Duo, Core 2 Extreme                        | 667/800/1066 MHz | DDR2 667/800, DDR3 667/800/1066 | 8 GB     |          | nein        | PCIe 16x                                         | 7 W    |

### Southbridges der 900er-Reihe und Serien 3/4
| Bezeichnung | Teilenummer | ATA            | SATA       | SATA  | RAID                                     | USB  | USB   |
| Bezeichnung | Teilenummer | ATA            | Geschw.    | Ports | RAID                                     | Ver. | Ports |
| ----------- | ----------- | -------------- | ---------- | ----- | ---------------------------------------- | ---- | ----- |
| ICH6        | 82801FB     | UDMA 100/66/33 | 1.5 Gbit/s | 4     | nein                                     | 2.0  | 6     |
| ICH6R       | 82801FR     | UDMA 100/66/33 | 1.5 Gbit/s | 4     | RAID0, RAID1, Matrix RAID                | 2.0  | 6     |
| ICH6-M      | 82801FBM    | UDMA 100/66/33 | 1.5 Gbit/s | 2     | nein                                     | 2.0  | 4     |
| ICH7        | 82801GB     | UDMA 100/66/33 | 3.0 Gbit/s | 4     | nein                                     | 2.0  | 8     |
| ICH7R       | 82801GR     | UDMA 100/66/33 | 3.0 Gbit/s | 4     | RAID0, RAID1, RAID5, RAID10, Matrix RAID | 2.0  | 8     |
| ICH7DH      | 82801GDH    | UDMA 100/66/33 | 3.0 Gbit/s | 4     | RAID0, RAID1, Matrix RAID                | 2.0  | 8     |
| ICH7-M      | 82801GBM    | UDMA 100/66/33 | 1.5 Gbit/s | 2     | nein                                     | 2.0  | 8     |
| ICH7-M DH   | 82801GHM    | UDMA 100/66/33 | 1.5 Gbit/s | 2     | RAID0, RAID1, Matrix RAID                | 2.0  | 8     |
| ICH8        | 82801HB     | nein           | 3.0 Gbit/s | 4     | nein                                     | 2.0  | 10    |
| ICH8R       | 82801HR     | nein           | 3.0 Gbit/s | 6     | RAID0, RAID1, RAID5, RAID10, Matrix RAID | 2.0  | 10    |
| ICH8DH      | 82801HDH    | nein           | 3.0 Gbit/s | 6     | RAID0, RAID1, RAID5, RAID10, Matrix RAID | 2.0  | 10    |
| ICH8DO      | 82801HDO    | nein           | 3.0 Gbit/s | 6     | RAID0, RAID1, RAID5, RAID10, Matrix RAID | 2.0  | 10    |
| ICH8M       | 82801HBM    | UDMA 100/66/33 | 3.0 Gbit/s | 3     | nein                                     | 2.0  | 10    |
| ICH8M-E     | 82801HEM    | UDMA 100/66/33 | 3.0 Gbit/s | 3     | RAID0, RAID1, Matrix RAID                | 2.0  | 10    |
| ICH9        | 82801IB     | nein           | 3.0 Gbit/s | 4     | nein                                     | 2.0  | 12    |
| ICH9R       | 82801IR     | nein           | 3.0 Gbit/s | 6     | RAID0, RAID1, RAID5, RAID10, Matrix RAID | 2.0  | 12    |
| ICH9DH      | 82801IH     | nein           | 3.0 Gbit/s | 6     | RAID0, RAID1, RAID5, RAID10, Matrix RAID | 2.0  | 12    |
| ICH9DO      | 82801IO     | nein           | 3.0 Gbit/s | 6     | RAID0, RAID1, RAID5, RAID10, Matrix RAID | 2.0  | 12    |
| ICH9M       | 82801IBM    | nein           | 3.0 Gbit/s | 4     | nein                                     | 2.0  | 8     |
| ICH9M-E     | 82801IEM    | nein           | 3.0 Gbit/s | 4     | RAID0, RAID1, Matrix RAID                | 2.0  | 8     |
| ICH10       | 82801JB     | nein           | 3.0 Gbit/s | 6     | nein                                     | 2.0  | 12    |
| ICH10R      | 82801JR     | nein           | 3.0 Gbit/s | 6     | RAID0, RAID1, RAID5, RAID10, Matrix RAID | 2.0  | 12    |
| ICH10D      | 82801JH     | nein           | 3.0 Gbit/s | 6     | RAID0, RAID1, RAID5, RAID10, Matrix RAID | 2.0  | 12    |
| ICH10DO     | 82801JO     | nein           | 3.0 Gbit/s | 6     | RAID0, RAID1, RAID5, RAID10, Matrix RAID | 2.0  | 12    |
| ICH10M      | 82801JBM    | nein           | 3.0 Gbit/s | 4     | nein                                     | 2.0  | 8     |
| ICH10M-E    | 8280JEM     | nein           | 3.0 Gbit/s | 6     | RAID0, RAID1, Matrix RAID                | 2.0  | 8     |

## Chipsätze der Serien 5/6/7/8/9

### LGA 1156
Chipsätze mit Unterstützung für LGA 1156 CPUs (Nehalem).
| Chipset | Codename  | sSpec-Number           | Teilenummer   | Datum    | Bus-Interface | PCI Express            | PCI               | SATA              | USB               | FDI   | TDP   |
| ------- | --------- | ---------------------- | ------------- | -------- | ------------- | ---------------------- | ----------------- | ----------------- | ----------------- | ----- | ----- |
| P55     | Ibex Peak | SLH24 (B3), SLGWV (B2) | BD82P55 (PCH) | Sep 2009 | DMI, 2 GB/s   | 8 PCIe 2.0, 2.5 Gbit/s | ja                | 3 Gbit/s, 6 Ports | USB 2.0, 14 Ports | nein  | 4.7 W |
| H55     | Ibex Peak | SLGZX(B3)              | BD82H55 (PCH) | Jan 2010 | DMI, 2 GB/s   | 6 PCIe 2.0, 2.5 Gbit/s | ja                | 3 Gbit/s, 6 Ports | USB 2.0, 12 Ports | ja    | 5.2 W |
| H57     | Ibex Peak | SLGZL(B3)              | BD82H57 (PCH) | Jan 2010 | DMI, 2 GB/s   | 8 PCIe 2.0, 2.5 Gbit/s | USB 2.0, 14 Ports | 3 Gbit/s, 6 Ports | ja                | 5.2 W |       |
| Q57     | Ibex Peak | SLGZW(B3)              | BD82Q57 (PCH) | Jan 2010 | DMI, 2 GB/s   | 8 PCIe 2.0, 2.5 Gbit/s | USB 2.0, 14 Ports | 3 Gbit/s, 6 Ports | ja                | ja    | 5.1 W |

### LGA 1366
Chipsätze mit Unterstützung für LGA 1366-CPUs.
| Chipset            | Codename   | sSpec-Number                       | Teilenummer   | Datum         | Bus-Interface      | PCI Express                                      | PCI | SATA              | USB               | FDI  | TDP     |
| ------------------ | ---------- | ---------------------------------- | ------------- | ------------- | ------------------ | ------------------------------------------------ | --- | ----------------- | ----------------- | ---- | ------- |
| X58 (Northbridge)1 | Tylersburg | SLGBT (B2), SLGMX (B3), SLH3M (C2) | AC82X58 (IOH) | November 2008 | QPI, bis 12,8 GB/s | 36 PCIe 2.0 mit 5 Gbit/s (IOH), 6 PCIe 1.1 (ICH) | ja  | 3 Gbit/s, 6 Ports | USB 2.0, 12 Ports | nein | 28.6 W2 |

- 1 Die Southbridge des x58 Chipsatzes heißt ICH10/ICH10R.
- 2 Die Leistungsaufnahme (TDP) des X58 beinhaltet die X58 IOH TDP und die des ICH10/ICH10R.

### LGA 1155
Chipsätze mit Unterstützung der LGA 1155 CPUs (Sandy Bridge und Ivy Bridge).
| Chipset | Codename      | sSpec Number                    | Teilenummer   | Datum            | Bus-Interface   | PCI Express | PCI  | SATA                                 | USB                                 | FDI  | TDP   |
| ------- | ------------- | ------------------------------- | ------------- | ---------------- | --------------- | ----------- | ---- | ------------------------------------ | ----------------------------------- | ---- | ----- |
| H613    | Cougar Point  | SLH83(B2) SLJ4B(B3)             | BD82H61 (PCH) | 20. Februar 2011 | DMI 2.0, 4 GB/s | 6 PCIe 2.0  | nein | 3 Gbit/s, 4 Ports                    | USB 2.0, 10 Ports                   | ja   | 6.1 W |
| P673    | Cougar Point  | SLH84(B2) (Recalled) SLJ4C (B3) | BD82P67 (PCH) | 9. Januar 2011   | DMI 2.0, 4 GB/s | 8 PCIe 2.0  | nein | 6 Gbit/s, 2 Ports, 3 Gbit/s, 4 Ports | USB 2.0, 14 Ports                   | nein | 6.1 W |
| H673    | Cougar Point  | SLH82(B2) (Recalled) SLJ49 (B3) | BD82H67 (PCH) | 9. Januar 2011   | DMI 2.0, 4 GB/s | 8 PCIe 2.0  | nein | 6 Gbit/s, 2 Ports, 3 Gbit/s, 4 Ports | USB 2.0, 14 Ports                   | ja   | 6.1 W |
| Z683    | Cougar Point  | SLJ4F(B3)                       | BD82Z68 (PCH) | 11. Mai 2011     | DMI 2.0, 4 GB/s | 8 PCIe 2.0  | nein | 6 Gbit/s, 2 Ports, 3 Gbit/s, 4 Ports | USB 2.0, 14 Ports                   | ja   | 6.1 W |
| Q673    | Cougar Point  | SLH85(B2) SLJ4D(B3)             | BD82Q67 (PCH) | 20. Februar 2011 | DMI 2.0, 4 GB/s | 8 PCIe 2.0  | ja   | 6 Gbit/s, 2 Ports, 3 Gbit/s, 4 Ports | USB 2.0, 14 Ports                   | ja   | 6.1 W |
| Q653    | Cougar Point  | SLH99(B2) SLJ4E(B3)             | BD82Q65 (PCH) | 2. Quartal 2011  | DMI 2.0, 4 GB/s | 8 PCIe 2.0  | ja   | 6 Gbit/s, 1 Port, 3 Gbit/s, 5 Ports  | USB 2.0, 14 Ports                   | ja   | 6.1 W |
| B653    | Cougar Point  | SLH98(B2) SLJ4A(B3)             | BD82B65 (PCH) | 20. Februar 2011 | DMI 2.0, 4 GB/s | 8 PCIe 2.0  | ja   | 6 Gbit/s, 1 Port, 3 Gbit/s, 5 Ports  | USB 2.0, 12 Ports                   | ja   | 6.1 W |
| Z775    | Panther Point | SLJC7(C1)                       | BD82Z77 (PCH) | 8. April 2012    | DMI 2.0, 4 GB/s | 8 PCIe 2.0  | nein | 6 Gbit/s, 2 Ports, 3 Gbit/s, 4 Ports | USB 3.0, 4 Ports, USB 2.0, 10 Ports | ja   | 6.7 W |
| Z755    | Panther Point | SLJ87(C1)                       | BD82Z75 (PCH) | 8. April 2012    | DMI 2.0, 4 GB/s | 8 PCIe 2.0  | nein | 6 Gbit/s, 2 Ports, 3 Gbit/s, 4 Ports | USB 3.0, 4 Ports, USB 2.0, 10 Ports | ja   | 6.7 W |
| H775    | Panther Point | SLJ88(C1)                       | BD82H77 (PCH) | 8. April 2012    | DMI 2.0, 4 GB/s | 8 PCIe 2.0  | nein | 6 Gbit/s, 2 Ports, 3 Gbit/s, 4 Ports | USB 3.0, 4 Ports, USB 2.0, 10 Ports | ja   | 6.7 W |
| Q775    | Panther Point | SLJ83(C1)                       | BD82Q77 (PCH) | 13. Mai 2012     | DMI 2.0, 4 GB/s | 8 PCIe 2.0  | ja   | 6 Gbit/s, 2 Ports, 3 Gbit/s, 4 Ports | USB 3.0, 4 Ports, USB 2.0, 10 Ports | ja   | 6.7 W |
| Q755    | Panther Point | SLJ84(C1)                       | BD82Q75 (PCH) | 13. Mai 2012     | DMI 2.0, 4 GB/s | 8 PCIe 2.0  | ja   | 6 Gbit/s, 1 Port, 3 Gbit/s, 5 Ports  | USB 3.0, 4 Ports, USB 2.0, 10 Ports | ja   | 6.7 W |
| B755    | Panther Point | SLJ85(C1)                       | BD82B75 (PCH) | 13. Mai 2012     | DMI 2.0, 4 GB/s | 8 PCIe 2.0  | ja   | 6 Gbit/s, 1 Port, 3 Gbit/s, 5 Ports  | USB 3.0, 4 Ports, USB 2.0, 8 Ports  | ja   | 6.7 W |

- 3 Für Sandy Bridge Mainstream Desktop- und Business-Plattformen. Sandy Bridge CPUs liefern 16 PCIe 2.0 lanes für direkte GPU-Konnektivität.
- 5 Für Ivy Bridge Mainstream Desktop-Plattformen. Ivy Bridge CPUs liefern 16 PCIe 3.0 lanes für direkte GPU-Konnektivität und zusätzlich 4 PCIe 2.0 lanes.[17]

### LGA 2011
Chipsätze mit Unterstützung für LGA 2011-CPUs (Sandy Bridge E und Ivy Bridge E) für Desktop-Plattformen der Oberklasse. Sandy-Bridge-E-CPUs liefern bis zu 40 PCIe-3.0-Lanes für direkte GPU-Konnektivität und zusätzlich 4 PCIe-2.0-Lanes.
| Chipset | Codename | sSpec-Number        | Teilenummer   | Datum             | Bus-Interface | Bus Speed | PCI Express | PCI  | SATA                                 | USB               | FDI  | TDP   |
| ------- | -------- | ------------------- | ------------- | ----------------- | ------------- | --------- | ----------- | ---- | ------------------------------------ | ----------------- | ---- | ----- |
| X79     | Patsburg | SLJHW(C0) SLJN7(C1) | BD82X79 (PCH) | 14. November 2011 | DMI 2.0       | 4 GB/s    | 8 PCIe 2.0  | nein | 6 Gbit/s, 2 Ports, 3 Gbit/s, 4 Ports | USB 2.0, 14 Ports | nein | 7.8 W |

### LGA 1150
Chipsätze mit Unterstützung der LGA 1150-CPUs (Haswell und Broadwell).
| Chipsatz | Codename      | sSpec-Number        | Teilenummer   | Datum     | Bus-Interface     | PCI Express | PCI  | SATA                                 | USB      | USB      | FDI | Intel Rapid Storage Technology | TDP   |
| Chipsatz | Codename      | sSpec-Number        | Teilenummer   | Datum     | Bus-Interface     | PCI Express | PCI  | SATA                                 | Anz. 3.0 | Anz. 2.0 | FDI | Intel Rapid Storage Technology | TDP   |
| -------- | ------------- | ------------------- | ------------- | --------- | ----------------- | ----------- | ---- | ------------------------------------ | -------- | -------- | --- | ------------------------------ | ----- |
| Z976     | Wildcat Point | SR1JJ(A0) QFG8ES    | DH82Z97 (PCH) | Mai 2014  | ? DMI 2.0, 4 GB/s | 8 PCIe 2.0  | nein | 6 Gbit/s, 6 Ports                    | 6        | 8        | ja  | ja                             | 4.1 W |
| H976     | Wildcat Point | SR1JK(A0) -         | DH82H97 (PCH) | Mai 2014  | ? DMI 2.0         | 8 PCIe 2.0  | nein | 6 Gbit/s, 6 Ports                    | 6        | 8        | ja  | ja                             | 4.1 W |
| Z87      | Lynx Point    | SR13A(C1) SR176(C2) | DH82Z87 (PCH) | Juni 2013 | DMI 2.0, 4 GB/s   | 8 PCIe 2.0  | nein | 6 Gbit/s, 6 Ports                    | 6        | 8        | ja  | ja                             | 4.1 W |
| H87      | Lynx Point    | SR139(C1) SR175(C2) | DH82H87 (PCH) | Juni 2013 | DMI 2.0, 4 GB/s   | 8 PCIe 2.0  | nein | 6 Gbit/s, 6 Ports                    | 6        | 8        | ja  | ja                             | 4.1 W |
| H81      | Lynx Point    | SR13B(C1) SR177(C2) | DH82H81 (PCH) | Juni 2013 | DMI 2.0, 4 GB/s   | 8 PCIe 2.0  | nein | 6 Gbit/s, 2 Ports, 3 Gbit/s, 2 Ports | 2        | 8        | ja  | nein                           | 4.1 W |
| Q87      | Lynx Point    | SR137(C1) SR173(C2) | DH82Q87 (PCH) | Juni 2013 | DMI 2.0, 4 GB/s   | 8 PCIe 2.0  | nein | 6 Gbit/s, 6 Ports                    | 6        | 8        | ja  | ja                             | 4.1 W |
| Q85      | Lynx Point    | SR138(C1) SR174(C2) | DH82Q85 (PCH) | Juni 2013 | DMI 2.0, 4 GB/s   | 8 PCIe 2.0  | nein | 6 Gbit/s, 4 Ports, 3 Gbit/s, 2 Ports | 6        | 8        | ja  | nein                           | 4.1 W |
| B85      | Lynx Point    | SR13C(C1) SR178(C2) | DH82B85 (PCH) | Juni 2013 | DMI 2.0, 4 GB/s   | 8 PCIe 2.0  | nein | 6 Gbit/s, 4 Ports, 3 Gbit/s, 2 Ports | 4        | 8        | ja  | ja                             | 4.1 W |

- 6 Unterstützt Intel Broadwell Prozessoren.

### LGA 2011-v3
Chipsätze mit Unterstützung der LGA 2011-v3-CPUs (Haswell E, Broadwell E).
| Chipsatz | Codename  | sSpec-Number | Teilenummer | Datum   | Bus-Interface   | PCI Express lanes | PCI  | SATA               | USB                                | FDI Unterstützung | Intel Rapid Storage Technology | TDP   |
| -------- | --------- | ------------ | ----------- | ------- | --------------- | ----------------- | ---- | ------------------ | ---------------------------------- | ----------------- | ------------------------------ | ----- |
| X99      | Wellsburg | SLKDE(B1)    | DH82031PCH  | Q3 2014 | DMI 2.0, 4 GB/s | 8 PCIe 2.0        | nein | 6 Gbit/s, 10 Ports | Rev 3.0, 6 Ports, Rev 2.0, 8 Ports | nein              | ja                             | 6.5 W |

### Core/i Mobile
| Chipsatz | Codename        | sSpec-Number                   | Teilenummer    | Datum            | Fertigung    | Bus-Interface   | PCI Express | SATA                                 | USB                                 | TDP           | FDI supPort |
| -------- | --------------- | ------------------------------ | -------------- | ---------------- | ------------ | --------------- | ----------- | ------------------------------------ | ----------------------------------- | ------------- | ----------- |
| PM55     | Ibex Peak-M     | SLGWN(B2), SLH23(B3), SLGWP    | BD82PM55 (PCH) | Sep 2009         | 45 nm, 32 nm | DMI, 2 GB/s     | 8 PCIe 2.0  | 3 Gbit/s, 6 Ports                    | USB 2.0, 14 Ports                   | 3.5 W         | nein        |
| HM55     | Ibex Peak-M     | SLGZS(B3)                      | BD82HM55 (PCH) | Jan 2010         | 45 nm, 32 nm | DMI, 2 GB/s     | 6 PCIe 2.0  | 3 Gbit/s, 4 Ports                    | USB 2.0, 12 Ports                   | 3.5 W         | ja          |
| HM57     | Ibex Peak-M     | SLGZR(B3)                      | BD82HM57 (PCH) | Jan 2010         | 45 nm, 32 nm | DMI, 2 GB/s     | 8 PCIe 2.0  | 3 Gbit/s, 6 Ports                    | USB 2.0, 14 Ports                   | 3.5 W         | ja          |
| QM57     | Ibex Peak-M     | SLGZQ(B3)                      | BD82QM57 (PCH) | Jan 2010         | 45 nm, 32 nm | DMI, 2 GB/s     | 8 PCIe 2.0  | 3 Gbit/s, 6 Ports                    | USB 2.0, 14 Ports                   | 3.5 W         | ja          |
| QS57     | Ibex Peak-M     | SLGZV(B3)                      | BD82QS57 (PCH) | Jan 2010         | 45 nm, 32 nm | DMI, 2 GB/s     | 8 PCIe 2.0  | 3 Gbit/s, 6 Ports                    | USB 2.0, 14 Ports                   | 3.4 W         | ja          |
| HM65     | Cougar Point-M  | SLH9D(B2) (Recalled) SLJ4P(B3) | BD82HM65 (PCH) | 9. Januar 2011   | 32 nm        | DMI 2.0, 4 GB/s | 8 PCIe 2.0  | 6 Gbit/s, 2 Ports, 3 Gbit/s, 4 Ports | USB 2.0, 12 Ports                   | 3.9 W         | ja          |
| HM67     | Cougar Point-M  | SLH9C(B2) (Recalled) SLJ4N(B3) | BD82HM67 (PCH) | 9. Januar 2011   | 32 nm        | DMI 2.0, 4 GB/s | 8 PCIe 2.0  | 6 Gbit/s, 2 Ports, 3 Gbit/s, 4 Ports | USB 2.0, 14 Ports                   | 3.9 W         | ja          |
| UM67     | Cougar Point-M  | SLH9U(B2) SLJ4L(B3)            | BD82UM67 (PCH) | 20. Februar 2011 | 32 nm        | DMI 2.0, 4 GB/s | 8 PCIe 2.0  | 6 Gbit/s, 2 Ports, 3 Gbit/s, 4 Ports | USB 2.0, 14 Ports                   | 3.4 W         | ja          |
| QM67     | Cougar Point-M  | SLH9B(B2) SLJ4M(B3)            | BD82QM67 (PCH) | 20. Februar 2011 | 32 nm        | DMI 2.0, 4 GB/s | 8 PCIe 2.0  | 6 Gbit/s, 2 Ports, 3 Gbit/s, 4 Ports | USB 2.0, 14 Ports                   | 3.9 W         | ja          |
| QS67     | Cougar Point-M  | SLHAG(B2) SLJ4K(B3)            | BD82QS67 (PCH) | 20. Februar 2011 | 32 nm        | DMI 2.0, 4 GB/s | 8 PCIe 2.0  | 6 Gbit/s, 2 Ports, 3 Gbit/s, 4 Ports | USB 2.0, 14 Ports                   | 3.4 W         | ja          |
| NM70     | Panther Point-M | SLJTA(C1)                      | BD82NM70 (PCH) | August 2012      | 22 nm        | DMI 2.0, 4 GB/s | 4 PCIe 2.0  | 6 Gbit/s, 1 Port, 3 Gbit/s, 3 Ports  | USB 3.0, 0 Ports, USB 2.0, 8 Ports  | 4.1 W         | ja          |
| HM70     | Panther Point-M | SJTNV(C1)                      | BD82HM70 (PCH) | 8. April 2012    | 22 nm        | DMI 2.0, 4 GB/s | 8 PCIe 2.0  | 6 Gbit/s, 1 Port, 3 Gbit/s, 3 Ports  | USB 3.0, 4 Ports, USB 2.0, 6 Ports  | 4.1 W         | ja          |
| HM75     | Panther Point-M | SLJ8F(C1)                      | BD82HM75 (PCH) | 8. April 2012    | 22 nm        | DMI 2.0, 4 GB/s | 8 PCIe 2.0  | 6 Gbit/s, 2 Ports, 3 Gbit/s, 4 Ports | USB 3.0, 0 Ports, USB 2.0, 12 Ports | 4.1 W         | ja          |
| HM76     | Panther Point-M | SLJ8E(C1)                      | BD82HM76 (PCH) | 8. April 2012    | 22 nm        | DMI 2.0, 4 GB/s | 8 PCIe 2.0  | 6 Gbit/s, 2 Ports, 3 Gbit/s, 4 Ports | USB 3.0, 4 Ports, USB 2.0, 8 Ports  | 4.1 W         | ja          |
| HM77     | Panther Point-M | SLJ8C(C1)                      | BD82HM77 (PCH) | 8. April 2012    | 22 nm        | DMI 2.0, 4 GB/s | 8 PCIe 2.0  | 6 Gbit/s, 2 Ports, 3 Gbit/s, 4 Ports | USB 3.0, 4 Ports, USB 2.0, 10 Ports | 4.1 W         | ja          |
| UM77     | Panther Point-M | SLJ8D(C1)                      | BD82UM77 (PCH) | 8. April 2012    | 22 nm        | DMI 2.0, 4 GB/s | 4 PCIe 2.0  | 6 Gbit/s, 1 Port, 3 Gbit/s, 3 Ports  | USB 3.0, 4 Ports, USB 2.0, 6 Ports  | 3.0 W         | ja          |
| QM77     | Panther Point-M | SLJ8A(C1)                      | BD82QM77 (PCH) | 8. April 2012    | 22 nm        | DMI 2.0, 4 GB/s | 8 PCIe 2.0  | 6 Gbit/s, 2 Ports, 3 Gbit/s, 4 Ports | USB 3.0, 4 Ports, USB 2.0, 10 Ports | 4.1 W         | ja          |
| QS77     | Panther Point-M | SLJ8B(C1)                      | BD82QS77 (PCH) | 8. April 2012    | 22 nm        | DMI 2.0, 4 GB/s | 8 PCIe 2.0  | 6 Gbit/s, 2 Ports, 3 Gbit/s, 4 Ports | USB 3.0, 4 Ports, USB 2.0, 10 Ports | 3.0 bis 3.6 W | ja          |
| QM87     | Lynx Point-M    | SR13G(C1) SR17C(C2)            | DH82QM87 (PCH) | Juni 2013        | 22 nm        | DMI 2.0, 4 GB/s | 8 PCIe 2.0  | 6 Gbit/s, 4 Ports, 3 Gbit/s, 6 Ports | USB 3.0, 6 Ports, USB 2.0, 8 Ports  | 2.7 W         | ja          |
| HM87     | Lynx Point-M    | SR13H(C1) SR17D(C2)            | DH82HM87 (PCH) | Juni 2013        | 22 nm        | DMI 2.0, 4 GB/s | 8 PCIe 2.0  | 6 Gbit/s, 4 Ports, 3 Gbit/s, 6 Ports | 14 Ports                            | 2.7 W         | ja          |
| HM86     | Lynx Point-M    | SR13J(C1) SR17E(C2)            | DH82HM86 (PCH) | Juni 2013        | 22 nm        | DMI 2.0, 4 GB/s | 8 PCIe 2.0  | 6 Gbit/s, 4 Ports, 3 Gbit/s, 6 Ports | 14 Ports                            | 2.7 W         | ja          |

## Chipsätze der Serien 100, 200 und 300

### LGA 1151
Chipsätze mit Unterstützung der LGA 1151-CPUs (Skylake und Kaby Lake).
| Chipsatz | Codename      | sSpec-Nummer (Step) | Teilenummer    | Veröffentlich- ungsdatum | Bus Interface   | PCI Express Lanes | Unterstützt Übertaktung | Unterstützt Intel Xeon | Intel VT-d | Intel Optane | SATA 6 Gbit/s | SATAe | PCIe M.2 | USB            | USB                               | TDP |
| Chipsatz | Codename      | sSpec-Nummer (Step) | Teilenummer    | Veröffentlich- ungsdatum | Bus Interface   | PCI Express Lanes | Unterstützt Übertaktung | Unterstützt Intel Xeon | Intel VT-d | Intel Optane | SATA 6 Gbit/s | SATAe | PCIe M.2 | Anzahl USB-3.0 | Anzahl gesamt (USB 2.0 + USB 3.0) | TDP |
| -------- | ------------- | ------------------- | -------------- | ------------------------ | --------------- | ----------------- | ----------------------- | ---------------------- | ---------- | ------------ | ------------- | ----- | -------- | -------------- | --------------------------------- | --- |
| H110     | Sunrise Point | SR2CA (D1)          | GL82H110 (PCH) | Q3 2015                  | DMI 2.0, 5 GB/s | 6 PCIe 2.0        | nein                    | nein                   | ja         | nein         | 4 Ports       | nein  | nein     | ≤ 4            | ≤ 10                              | 6 W |
| B150     | Sunrise Point | SR2C7 (D1)          | GL82B150 (PCH) | Q3 2015                  | DMI 3.0, 8 GB/s | 8 PCIe 3.0        | nein                    | nein                   | ja         | nein         | 6 Ports       | ≤ 1   | nein     | ≤ 6            | ≤ 12                              | 6 W |
| Q150     | Sunrise Point | SR2C6 (D1)          | GL82Q150 (PCH) | Q3 2015                  | DMI 3.0, 8 GB/s | 10 PCIe 3.0       | nein                    | nein                   | ja         | nein         | 6 Ports       | ≤ 1   | nein     | ≤ 8            | ≤ 14                              | 6 W |
| H170     | Sunrise Point | SR2C8 (D1)          | GL82H170 (PCH) | Q3 2015                  | DMI 3.0, 8 GB/s | 16 PCIe 3.0       | nein                    | nein                   | ja         | nein         | 6 Ports       | ≤ 2   | ≤ 2      | ≤ 8            | ≤ 14                              | 6 W |
| Q170     | Sunrise Point | SR2C5 (D1)          | GL82Q170 (PCH) | Q3 2015                  | DMI 3.0, 8 GB/s | 20 PCIe 3.0       | nein                    | nein                   | ja         | nein         | 6 Ports       | ≤ 3   | ≤ 3      | ≤ 10           | ≤ 14                              | 6 W |
| Z170     | Sunrise Point | SR2C9 (D1)          | GL82Z170 (PCH) | Q3 2015                  | DMI 3.0, 8 GB/s | 20 PCIe 3.0       | ja                      | nein                   | ja         | nein         | 6 Ports       | ≤ 3   | ≤ 3      | ≤ 10           | ≤ 14                              | 6 W |
| C232     | Sunrise Point | SR2CB (D1)          | GL82C232       | Q4 2015                  | DMI 3.0, 8 GB/s | 8 PCIe 3.0        | nein                    | ja                     | ja         | nein         | 6 Ports       | ?     | ?        | ≤ 6            | ≤ 12                              | 6 W |
| C236     | Sunrise Point | SR2CC (D1)          | GL82C236       | Q4 2015                  | DMI 3.0, 8 GB/s | 20 PCIe 3.0       | nein                    | ja                     | ja         | nein         | 8 Ports       | ?     | ?        | ≤ 10           | ≤ 14                              | 6 W |
| B250     | Union Point   | SR2WC (A0)          | GL82B250 (PCH) | Q1 2017                  | DMI 3.0, 8 GB/s | 12 PCIe 3.0       | nein                    | ja                     | ja         | ja           | 6 Ports       | ≤ 1   | ≤ 1      | ≤ 6            | ≤ 12                              | 6 W |
| Q250     | Union Point   | SR2WD (A0)          | GL82Q250 (PCH) | Q1 2017                  | DMI 3.0, 8 GB/s | 14 PCIe 3.0       | nein                    | ja                     | ja         | ja           | 6 Ports       | ≤ 1   | ≤ 1      | ≤ 8            | ≤ 14                              | 6 W |
| H270     | Union Point   | SR2WA (A0)          | GL82H270 (PCH) | Q1 2017                  | DMI 3.0, 8 GB/s | 20 PCIe 3.0       | nein                    | ja                     | ja         | ja           | 6 Ports       | ≤ 2   | ≤ 2      | ≤ 8            | ≤ 14                              | 6 W |
| Q270     | Union Point   | SR2WE (A0)          | GL82Q270 (PCH) | Q1 2017                  | DMI 3.0, 8 GB/s | 24 PCIe 3.0       | nein                    | ja                     | ja         | ja           | 6 Ports       | ≤ 3   | ≤ 3      | ≤ 10           | ≤ 14                              | 6 W |
| Z270     | Union Point   | SR2WB (A0)          | GL82Z270 (PCH) | Q1 2017                  | DMI 3.0, 8 GB/s | 24 PCIe 3.0       | ja                      | ja                     | ja         | ja           | 6 Ports       | ≤ 3   | ≤ 3      | ≤ 10           | ≤ 14                              | 6 W |

### LGA 1151v2
Chipsätze mit Unterstützung der LGA 1151v2-CPUs (Coffee Lake).
| Chipsatz | Codename     | sSpec-Nummer (Step)             | Teilenummer    | Datum   | Bus Interface   | PCI Express Lanes | Unterstützt Übertaktung | Intel VT-d | Intel Optane | SATA 6 Gbit/s | SATAe | PCIe M.2 | Anzahl USB 3.2 Gen 1 | Anzahl USB 3.2 Gen 2 | Anzahl gesamt (USB 2.0 + USB 3.x) | TDP |
| -------- | ------------ | ------------------------------- | -------------- | ------- | --------------- | ----------------- | ----------------------- | ---------- | ------------ | ------------- | ----- | -------- | -------------------- | -------------------- | --------------------------------- | --- |
| Z370     | Cannon Point | SR3MD (A0)                      | GL82Z370 (PCH) | Q4 2017 | DMI 3.0, 8 GB/s | 24 PCIe 3.0       | ja                      | ja         | ja           | 6 Ports       | ≤ 3   | ≤ 3      | ≤ 10                 | nein                 | ≤ 14                              | 6 W |
| H310     | Cannon Point | SR409(B0), SRCXT(B0), SRCXY(B0) | ?              | Q2 2018 | DMI 2.0, 5 GB/s | 6 PCIe 3.0        | nein                    | ja         | nein         | 4 Ports       | nein  | nein     | ≤ 4                  | nein                 | ≤ 10                              | 6 W |
| B360     | Cannon Point | SR408(B0)                       | ?              | Q2 2018 | DMI 3.0, 8 GB/s | 12 PCIe 3.0       | nein                    | ja         | ja           | 6 Ports       | ≤ 1   | ≤ 1      | ≤ 6                  | ≤ 4                  | ≤ 12                              | 6 W |
| B365     | Union Point  | SREVJ(A0)                       | ?              | Q4 2018 | DMI 3.0, 8 GB/s | 20 PCIe 3.0       | nein                    | ja         | ja           | 6 Ports       | ≤ 2   | ≤ 2      | ≤ 8                  | nein                 | ≤ 14                              | 6 W |
| H370     | Cannon Point | SR405(B0)                       | ?              | Q2 2018 | DMI 3.0, 8 GB/s | 20 PCIe 3.0       | nein                    | ja         | ja           | 6 Ports       | ≤ 2   | ≤ 2      | ≤ 8                  | ≤ 4                  | ≤ 14                              | 6 W |
| Q370     | Cannon Point | SR404(B0)                       | ?              | Q2 2018 | DMI 3.0, 8 GB/s | 24 PCIe 3.0       | nein                    | ja         | ja           | 6 Ports       | ≤ 3   | ≤ 3      | ≤ 10                 | ≤ 6                  | ≤ 14                              | 6 W |
| Z390     | Cannon Point | SR406(B0)                       | FH82Z390 (PCH) | Q4 2018 | DMI 3.0, 8 GB/s | 24 PCIe 3.0       | ja                      | ja         | ja           | 6 Ports       | ≤ 3   | ≤ 3      | ≤ 10                 | ≤ 6                  | ≤ 14                              | 6 W |

### LGA 2066
| Chipsatz | Codename    | sSpec-Nummer (Step) | Teilenummer    | Veröffentlich- ungsdatum | Bus Interface | Bus Speed | PCI Express Lanes | Unterstützt Übertaktung | Intel VT-d | Intel Optane | SATA 6 GBit/s | SATAe | PCIe M.2 | USB            | USB                               | TDP |
| Chipsatz | Codename    | sSpec-Nummer (Step) | Teilenummer    | Veröffentlich- ungsdatum | Bus Interface | Bus Speed | PCI Express Lanes | Unterstützt Übertaktung | Intel VT-d | Intel Optane | SATA 6 GBit/s | SATAe | PCIe M.2 | Anzahl USB-3.0 | Anzahl gesamt (USB 2.0 + USB 3.0) | TDP |
| -------- | ----------- | ------------------- | -------------- | ------------------------ | ------------- | --------- | ----------------- | ----------------------- | ---------- | ------------ | ------------- | ----- | -------- | -------------- | --------------------------------- | --- |
| X299     | Basin Falls | ?                   | GL82X299 (PCH) | Q2 2017                  | DMI 3.0       | 8 GB/s    | 24 PCIe 3.0       | ja                      | ja         | ja           | 8 Ports       | ≤ 3   | ≤ 3      | ≤ 10           | ≤ 14                              | 6 W |

### Mobile Prozessoren
| Chipsatz | Codename      | sSpec-Nummer (Step) | Teilenummer     | Veröffentlich- ungsdatum | Bus Interface | Bus Speed | PCI Express Lanes | Unterstützt Übertaktung | Intel VT-d | Intel vPro | SATA 6 Gbit/s | SATAe | PCIe M.2 | USB            | USB            | TDP    |
| Chipsatz | Codename      | sSpec-Nummer (Step) | Teilenummer     | Veröffentlich- ungsdatum | Bus Interface | Bus Speed | PCI Express Lanes | Unterstützt Übertaktung | Intel VT-d | Intel vPro | SATA 6 Gbit/s | SATAe | PCIe M.2 | Anzahl USB-3.0 | Anzahl USB-2.0 | TDP    |
| -------- | ------------- | ------------------- | --------------- | ------------------------ | ------------- | --------- | ----------------- | ----------------------- | ---------- | ---------- | ------------- | ----- | -------- | -------------- | -------------- | ------ |
| HM170    | Sunrise Point | SR2C4 (D1) SR27Z    | GL82HM170 (PCH) | Q3 2015                  | DMI 3.0       | 8 GB/s    | 16 PCIe 3.0       | ja                      | ja         | nein       | ≤ 4 Ports     | ?     | ≤ 2      | ≤ 8            | ≤ 14           | 2,6 W  |
| QM170    | Sunrise Point | SR2C3 (D1) SR27Y    | GL82QM170 (PCH) | Q3 2015                  | DMI 3.0       | 8 GB/s    | 16 PCIe 3.0       | ja                      | ja         | ja         | ≤ 4 Ports     | ?     | ≤ 2      | ≤ 8            | ≤ 14           | 2,6 W  |
| CM236    | Sunrise Point | SR2CE (D1)          | GL82CM236 (PCH) | Q3 2015                  | DMI 3.0       | 8 GB/s    | 20 PCIe 3.0       | ja                      | ja         | ja         | ≤ 8 Ports     | ?     | ≤ 3      | ≤ 10           | ≤ 14           | 3,67 W |
| HM175    | Union Point   | SR30W (D1)          | GL82HM175 (PCH) | Q1 2017                  | DMI 3.0       | 8 GB/s    | 16 PCIe 3.0       | ja                      | ja         | nein       | ≤ 4 Ports     | ?     | ≤ 2      | ≤ 8            | ≤ 14           | 2,6 W  |
| QM175    | Union Point   | SR30V (D1)          | GL82QM175 (PCH) | Q1 2017                  | DMI 3.0       | 8 GB/s    | 16 PCIe 3.0       | ja                      | ja         | ja         | ≤ 4 Ports     | ?     | ≤ 2      | ≤ 8            | ≤ 14           | 2,6 W  |
| CM238    | Union Point   | SR30U (D1)          | GL82CM238 (PCH) | Q1 2017                  | DMI 3.0       | 8 GB/s    | 20 PCIe 3.0       | ja                      | ja         | ja         | ≤ 8 Ports     | ?     | ≤ 3      | ≤ 10           | ≤ 14           | 3,67 W |